# ECO Cup 1993
De Eco Cup 1993 was het 6e voetbaltoernooi van de ECO cup (oorspronkelijk RCD), voor landen van de die lid zijn van de Organisatie voor Economische Samenwerking. Dit toernooi werd tussen 1965 en 1974 5 keer eerder gespeeld onder de naam RCD. Dit zou de laatste editie zijn van dit toernooi. Het werd gespeeld tussen 6 en 14 juni 1993 in Teheran, Iran. Het toernooi werd gewonnen door Iran, voor de derde keer.

## Groepsfase

### Groep A
| Pos | Land         | Wed | Win | Gel | Ver | DV | DT | +/− | Pnt |
| --- | ------------ | --- | --- | --- | --- | -- | -- | --- | --- |
| 1   | Iran         | 2   | 2   | 0   | 0   | 7  | 1  | +6  | 6   |
| 2   | Turkmenistan | 2   | 1   | 0   | 1   | 5  | 2  | +3  | 3   |
| 3   | Pakistan     | 2   | 0   | 0   | 2   | 0  | 9  | −9  | 0   |

|                                |                                                                                                  |              |          |                       |
| 6 juni 1993 «onderlinge duels» | Iran                                                                                             | 5 – 0        | Pakistan | Azadistadion, Teheran |
| 6 juni 1993 «onderlinge duels» | Javad Zarincheh ?' Hamid Derakhshan ?' Karim Bagheri ?' Samad Marfavi ?' Majid Namjoo-Motlagh ?' | Externe link |          | Azadistadion, Teheran |

|                                |              |       |          |                       |
| 7 juni 1993 «onderlinge duels» | Turkmenistan | 4 – 0 | Pakistan | Azadistadion, Teheran |
| 7 juni 1993 «onderlinge duels» |              |       |          | Azadistadion, Teheran |

|                                |                                    |              |                |                                                                                        |
| 8 juni 1993 «onderlinge duels» | Iran                               | 2 – 1        | Turkmenistan   | Azadistadion, Teheran Toeschouwers: 12.000 Scheidsrechter: Ahmad Abharan-Alvari (Iran) |
| 8 juni 1993 «onderlinge duels» | Samad Marfavi ?' Mohsen Garousi ?' | Externe link | Nurmuradov 82' | Azadistadion, Teheran Toeschouwers: 12.000 Scheidsrechter: Ahmad Abharan-Alvari (Iran) |

### Groep B
| Pos | Land             | Wed | Win | Gel | Ver | DV | DT | +/− | Pnt |
| --- | ---------------- | --- | --- | --- | --- | -- | -- | --- | --- |
| 1   | Azerbeidzjan     | 3   | 2   | 1   | 0   | 8  | 5  | +3  | 7   |
| 2   | Tadzjikistan     | 3   | 1   | 1   | 1   | 4  | 3  | +1  | 4   |
| 3   | Kirgizië         | 3   | 0   | 2   | 1   | 3  | 4  | −1  | 2   |
| 4   | Kazachstan (−21) | 3   | 0   | 2   | 1   | 3  | 6  | −3  | 2   |

|                                |                                              |              |              |                                           |
| 6 juni 1993 «onderlinge duels» | Azerbeidzjan                                 | 2 – 0        | Tadzjikistan | Azadistadion, Teheran Toeschouwers: 5.000 |
| 6 juni 1993 «onderlinge duels» | Vidadi Rzayev 55' (pen.) Samir Alakbarov 62' | Externe link |              | Azadistadion, Teheran Toeschouwers: 5.000 |

|                                |          |       |                  |                                       |
| 6 juni 1993 «onderlinge duels» | Kirgizië | 0 – 0 | Kazachstan (−21) | Azadistadion, Teheran Toeschouwers: ? |
| 6 juni 1993 «onderlinge duels» |          |       |                  | Azadistadion, Teheran Toeschouwers: ? |

|                                |                                         |              |                                             |                                           |
| 7 juni 1993 «onderlinge duels» | Azerbeidzjan                            | 3 – 2        | Kirgizië                                    | Azadistadion, Teheran Toeschouwers: 5.000 |
| 7 juni 1993 «onderlinge duels» | Vidadi Rzayev 30' Ruslan Lukin 43', 63' | Externe link | Dmitry Kovalenko 40' Kanatbek Ishenbaev 76' | Azadistadion, Teheran Toeschouwers: 5.000 |

|                                |              |       |                  |                       |
| 7 juni 1993 «onderlinge duels» | Tadzjikistan | 3 – 0 | Kazachstan (−21) | Azadistadion, Teheran |
| 7 juni 1993 «onderlinge duels» |              |       |                  | Azadistadion, Teheran |

|                                |              |       |                        |                                           |
| 8 juni 1993 «onderlinge duels» | Tadzjikistan | 1 – 1 | Kirgizië               | Azadistadion, Teheran Toeschouwers: 3.000 |
| 8 juni 1993 «onderlinge duels» | Muminov 85'  |       | Kanatbek Ishenbaev 78' | Azadistadion, Teheran Toeschouwers: 3.000 |

|                                |                                              |              |                                                                   |                                           |
| 8 juni 1993 «onderlinge duels» | Azerbeidzjan                                 | 3 – 3        | Kazachstan (−21)                                                  | Azadistadion, Teheran Toeschouwers: 2.000 |
| 8 juni 1993 «onderlinge duels» | Gurban Gurbanov 10', 25' Müşfiq Hüseynov 37' | Externe link | 15' Azamat Niyazymbetov 75' (pen.), 86' (pen.) Serik Zheilitbayev | Azadistadion, Teheran Toeschouwers: 2.000 |

## Knock-outfase
|  | halve finale      | halve finale      |  |              | finale            | finale            |
|  |                   |                   |  |              |                   |                   |
|  | 13 juni – Teheran |                   |  |              |                   |                   |
|  | Turkmenistan      | w/o               |  |              |                   |                   |
|  | Azerbeidzjan      |                   |  |              | 14 juni – Teheran | 14 juni – Teheran |
|  |                   |                   |  |              | Iran              | 2                 |
|  | 13 juni – Teheran | 13 juni – Teheran |  | Turkmenistan | 1                 |                   |
|  | Iran              | 1                 |  |              |                   |                   |
|  | Tadzjikistan      | 0                 |  |              |                   |                   |

### Halve finale
|                                 |              |     |              |                       |
| 13 juni 1993 «onderlinge duels» | Turkmenistan | w/o | Azerbeidzjan | Azadistadion, Teheran |
| 13 juni 1993 «onderlinge duels» |              |     |              | Azadistadion, Teheran |

|                                 |                            |              |              |                                            |
| 13 juni 1993 «onderlinge duels» | Iran                       | 1 – 0        | Tadzjikistan | Azadistadion, Teheran Toeschouwers: 25.000 |
| 13 juni 1993 «onderlinge duels» | Ali Asghar Modir Roosta ?' | Externe link |              | Azadistadion, Teheran Toeschouwers: 25.000 |

### Finale
|                                 |                                             |              |                      |                       |
| 14 juni 1993 «onderlinge duels» | Iran                                        | 2 – 1        | Turkmenistan         | Azadistadion, Teheran |
| 14 juni 1993 «onderlinge duels» | Ali Asghar Modir Roosta ?' Samad Marfavi ?' | Externe link | Vitali Zolotukhin ?' | Azadistadion, Teheran |